# (21519) Josephhenry
(21519) Josephhenry (1998 KR54) – planetoida z pasa głównego asteroid okrążająca Słońce w ciągu 3,71 lat w średniej odległości 2,4 j.a. Odkryta 23 maja 1998 roku.